# The The
The The er en musikgruppe fra Storbritannien, som har været aktiv i forskellige opsætninger siden 1979, med Matt Johnson (forsanger) som det eneste faste medlem.

## Diskografi
| 1983                                                    | Soul Mining                      | 27 | 70 | —  | —  | 14 | —  | 16 | —  | —  | —   |            |
| 1986                                                    | Infected                         | 14 | 15 | —  | —  | 46 | 14 | 12 | 20 | —  | 89  | - UK: Gold |
| 1989                                                    | Mind Bomb                        | 4  | 32 | —  | 24 | 39 | —  | 3  | 30 | —  | 138 |            |
| 1993                                                    | Dusk                             | 2  | 20 | 28 | 23 | 37 | 10 | 6  | 15 | 20 | 142 |            |
| 1995                                                    | Hanky Panky                      | 28 | —  | —  | 66 | —  | 17 | —  | 22 | 50 | —   |            |
| 2000                                                    | NakedSelf                        | 45 | —  | —  | 80 | —  | —  | —  | —  | —  | —   |            |
| 2010                                                    | Tony Soundtrack fra filmen       | —  | —  | —  | —  | —  | —  | —  | —  | —  | —   |            |
| 2012                                                    | Moonbug Soundtrack fra filmen    | —  | —  | —  | —  | —  | —  | —  | —  | —  | —   |            |
| 2015                                                    | Hyena Soundtrack fra filmen film | —  | —  | —  | —  | —  | —  | —  | —  | —  | —   |            |
| 2024                                                    | Ensoulment                       | —  | —  | —  | —  | —  | —  | —  | —  | —  | —   |            |
| "—" nåede ikke hitlisterne eller blev ikke udgivet her. |                                  |    |    |    |    |    |    |    |    |    |     |            |